# Prostitución en Costa Rica

Prostitución en Centroamérica y zona del Caribe. En azul, el modelo abolicionista, por el que la prostitución es legal, pero no está regulada, y las actividades organizadas como burdeles y el proxenetismo son ilegales, al que pertenece Costa Rica.

La prostitución en Costa Rica es legal. Su ordenamiento jurídico se basa en el derecho romano y no en el anglosajón, por lo que para que la prostitución fuera ilegal tendría que estar explícitamente recogida como tal en un código penal, y no lo está. Sin embargo, muchas de las actividades que la rodean son ilegales, ya que la ley prohíbe promover o facilitar la prostitución de otra persona, por lo que el proxenetismo, los burdeles o las redes de prostitución son ilegales. La prostitución es común y se practica abiertamente en todo el país, especialmente en los destinos turísticos más populares.
El gran crecimiento del turismo sexual llevó al Gobierno de Costa Rica a introducir un sistema de registro voluntario para las prostitutas. Las trabajadoras sexuales que se registran en la Caja Costarricense de Seguro Social (CCSS) llevan una tarjeta de identificación y tienen derecho a un chequeo médico gratuito cada 15 días, además de poder recibir apoyo y asistencia. Se calcula que hay 15 000 trabajadoras sexuales en el país, muchas de ellas procedentes de Colombia, Nicaragua, Venezuela, República Dominicana y otros países latinoamericanos.
En la capital, San José, existe un barrio rojo conocido como Gringo Gulch.
El tráfico sexual, la prostitución infantil y el VIH son problemas en el país.

## Turismo sexual
El turismo sexual en Costa Rica puede atribuirse fácilmente al rápido crecimiento del turismo internacional en el país, y el país se promociona como un destino popular para el turismo sexual. A pesar de los esfuerzos del gobierno y de la industria, el comercio sexual infantil también ha sido un problema. Un estudio estimó que «hasta el 10 % de los turistas que vienen a Costa Rica realizan turismo sexual», con hasta 10 000 trabajadoras sexuales involucradas, muchas de las cuales son inmigrantes. También se informó de que alrededor del 80 % de los turistas sexuales son de Estados Unidos.

### Historia del turismo
Costa Rica inició el desarrollo de su industria turística con la creación del primer hotel privado del país, el Gran Hotel Costa Rica, en 1930. En general, los turistas procedían del extranjero, entraban en el país por el puerto de Limón y se desplazaban a San José en tren. El 16 de junio de 1931 se aprobó la Ley 91, por la que se creó la Junta Nacional de Turismo, que funcionó hasta que fue sustituida por el Instituto Costarricense de Turismo el 9 de agosto de 1955.
Actualmente, el turismo es la segunda fuente de ingresos de Costa Rica. En 2000, los ingresos procedentes del turismo representaron el 21 % de las exportaciones totales de Costa Rica. El país depende cada vez más del turismo como fuente de ingresos; el número de llegadas de turistas en 2000 se había más que duplicado en comparación con el número de turistas una década antes.
Muy pocos casos de prostitución infantil se denuncian a las autoridades debido a la escasa tipificación de estos delitos en la legislación. Desde 2004, el gobierno y la industria turística han puesto en marcha varias iniciativas para frenarla, entre ellas campañas de educación entre los trabajadores de la industria turística para que denuncien cualquier actividad ilícita relacionada con menores. Cualquiera que sea declarado culpable de comprar sexo a un menor puede ser condenado a penas de prisión de hasta 10 años.
La prostitución infantil está muy extendida. Los niños de la calle de las zonas urbanas de San José, Limón y Puntarenas corren un riesgo especial. Costa Rica es un punto de tránsito y destino de menores y mujeres víctimas de la trata, la mayoría de las veces con fines de explotación sexual comercial.

## Violencia contra prostitutas
La violencia callejera en Costa Rica va en aumento, y las prostitutas corren especial peligro. A menudo se ignoran los actos de violencia cometidos contra las prostitutas. El problema de la violencia contra las prostitutas no pasa desapercibido para los responsables políticos y los médicos. Más bien, muchos optan por ignorar la difícil situación de estas mujeres. Las mujeres que buscan tratamiento médico o asilo suelen ser ignoradas y se piensa que merecen la violencia que sufren. Los médicos y doctores entrevistados admitieron abiertamente que no les gustan las prostitutas, y un médico afirmó que estas mujeres son «una vergüenza para el país».
Los agentes de policía han expresado su aversión hacia las prostitutas y, según los relatos de algunas de ellas, son culpables de cometer actos de violencia, discriminación y acoso contra las propias prostitutas. Ejemplos de ello son las violaciones, las acusaciones falsas, el desinterés por las denuncias de abusos y las detenciones ilegales.

## Prostitutas transexuales
Según Transvida, una organización que se dedica a defender los derechos de la población transexual, las mujeres trans que son trabajadoras sexuales en San José, en su mayoría trabajan en 2 áreas definidas, en 2016. Una de esas zonas se centra alrededor del Parque Morazán y el Instituto Tecnológico de Costa Rica y la otra alrededor del Ministerio de Obras Públicas y Transportes y el Hospital Clínica Bíblica.
En junio de 2016, mujeres trans que son trabajadoras sexuales en San José denunciaron en un periódico local insultos y violencia (como ataques con piedras y balines) cometidos contra ellas. El artículo del periódico incluía fotografías que mostraban múltiples heridas de pistola de balines (los balines penetraban en el interior de los cuerpos), así como entrevistas en vídeo con las trabajadoras sexuales trans.
En otro artículo periodístico, aparecido en la misma edición del periódico, se aclaraba que, desde 2015, también se habían presentado 14 denuncias ante el Departamento de Investigación Judicial contra agentes por abuso de autoridad contra mujeres trans. Doce de esas acusaciones eran contra funcionarios de la Fuerza Pública; una contra el Organismo de Investigación Judicial; y una contra la policía municipal.

## VIH
Se estima que 13 800 personas vivían con el VIH/sida en Costa Rica en 2016. Tradicionalmente, el turismo se ha citado como un factor que contribuye a la propagación del VIH y otras enfermedades de transmisión sexual. La investigación ha relacionado el turismo sexual con la transmisión del VIH entre el trabajador y el cliente. Los adolescentes y los adultos jóvenes son los más expuestos al riesgo de infección; en la actualidad, las personas de entre 15 y 24 años representan más del 10 % del número de personas infectadas por el VIH que viven en Costa Rica.

### Programas de sensibilización sobre el VIH/sida
Desde el diagnóstico del primer caso de VIH en Costa Rica en 1984, el país ha puesto en marcha agresivos programas de concienciación sobre el VIH/sida. Además, el gobierno ha luchado por reducir el coste de los medicamentos necesarios para tratar a los pacientes de VIH/sida; desde 2003, el gobierno ha comprado medicamentos genéricos a un coste mucho menor que otros medicamentos de marca. Sin embargo, la Iglesia se ha opuesto a los esfuerzos del Ministerio de Salud Pública de Costa Rica por instituir programas de prevención del VIH y de educación sexual. La Iglesia considera que las parejas casadas no corren riesgo de infección porque el adulterio está prohibido. 
Además, consideran que la campaña para aumentar el uso del preservativo y los programas de educación sexual interfieren con la «Regla Divina».

### Percepción de las prostitutas
Las prostitutas suelen asociar la infección por VIH/sida con un comportamiento violento. Las prostitutas entrevistadas muestran una concepción única e incorrecta del VIH/sida, en el sentido de que está inextricablemente ligado a la violencia. Las prostitutas ven a los hombres violentos como fuentes potenciales de infección, tanto por el VIH como por otras enfermedades como la hepatitis.

## Prostitución infantil
Costa Rica es destino para el turismo sexual infantil, aunque la principal fuente de clientes era local, como informó Tapiana Tregar, directora general de la Fundación Procal, una ONG local que intenta prevenir y tratar la violencia contra mujeres y niños, en un artículo de 2000. En el mismo artículo, Bruce Harris, director regional de Casa Alianza, la rama latinoamericana de la agencia internacional de atención a la infancia Covenant House, afirmaba que, aunque se había detectado prostitución infantil en toda Centroamérica, el problema parecía estar más «fuera de control» en Costa Rica. En aquel momento se desconocía el número exacto de niños implicados, y el gobierno de Costa Rica no había recopilado estadísticas detalladas.
La diputada costarricense Gloria Bejerano cita la globalización como uno de los factores que frenan los intentos de poner fin a la prostitución infantil, ya que el acceso a las tecnologías de la comunicación y los medios está muy extendido. Aunque la producción y distribución de pornografía infantil es un delito punible, la posesión de este tipo de material no lo es.
La explotación sexual de menores es un problema importante en Costa Rica, y ha llamado la atención del público. Muchos turistas sexuales prefieren a los niños, creyendo que es menos probable que estén infectados por el VIH. Sin embargo, los niños son más susceptibles a la infección por el VIH que otros grupos de edad. La ley también elevaba a 30 años la pena máxima para las personas que mantuvieran o intentaran mantener relaciones sexuales con un menor. Desde 2004, World Vision, una organización humanitaria cristiana que opera en casi 100 países, ha llevado a cabo una campaña para prevenir el turismo sexual infantil y concienciar sobre la legislación relativa a este tipo de turismo.
Bajo el lema «Abusa de un niño en este país, ve a la cárcel en el tuyo», World Vision lanzó una campaña para disuadir a los turistas sexuales con niños en Camboya, Tailandia, México y Brasil. La campaña, denominada Proyecto de Prevención del Turismo Sexual Infantil, se llevó a cabo en cooperación con varias agencias gubernamentales estadounidenses. El proyecto pretendía disuadir a los turistas sexuales mediante varios anuncios en los vuelos y folletos, vallas publicitarias y otros medios de comunicación en los que se advertía a los turistas sexuales de que podían ser perseguidos.
A pesar de los intentos de las autoridades costarricenses por mejorar la situación en el país, sus esfuerzos han tenido poco o ningún efecto. Tales esfuerzos fueron la Ley contra el Crimen Organizado en 2009, y la Ley de Protección a Víctimas y Testigos en 2010. Inmigración y la Fiscalía afirman que hasta ahora los esfuerzos han sido insuficientes, ya que desde la aprobación de estas leyes sólo ha habido dos casos de trata de personas que han terminado en una sentencia estricta. Desde entonces, los legisladores han redoblado sus esfuerzos, aprobando por unanimidad la Ley contra la Trata de Seres Humanos, que elevaría a 16 años la pena máxima por este delito.
Los niños se ven envueltos en el comercio sexual por diversas circunstancias: las familias que buscan una vida mejor para sus hijos son engañadas con ofertas de proxenetas, que después abusan de ellos y los drogan hasta la sumisión, o pueden ser vendidos para el comercio por vecinos, parientes o personas a las que consideraban amigos. Abandonados y asustados, estos niños rara vez encuentran el camino de vuelta a casa, y los que lo hacen suelen ser condenados al ostracismo social. En 2016, el fenómeno de los padres que «alquilan» a sus hijas como niñas prostitutas se ha denominado común en la provincia de Limón, pero se ha dado en todo el país. El Ministerio de Salud de Costa Rica lamentó que algunos ciudadanos del país no denuncien esta práctica.

## Tráfico sexual
Según el Informe sobre la Trata de Personas en Costa Rica de 2017, «es un país de origen, tránsito y destino de mujeres y niños sometidos a la trata con fines sexuales». Las víctimas de la trata procedentes de otros países a veces pasan por Costa Rica de camino a otros destinos en América Central y del Sur. Se trafica con niñas desde Costa Rica para trabajar como prostitutas en Estados Unidos, Canadá y Europa. Los elevados beneficios contribuyen a que la trata de seres humanos sea un problema duradero. En algunos casos, se han registrado ganancias de hasta 10 000 dólares por una sola víctima del tráfico. Se calcula que entre 25 y 40 personas entran y salen de Costa Rica cada semana, por lo que la trata de seres humanos es una gran fuente de ingresos. Los menores y las mujeres son víctimas de la trata con fines de explotación sexual comercial, y la mayoría de las víctimas proceden de Colombia, República Dominicana, Nicaragua y Guatemala.
En los últimos años, 76 víctimas de operaciones de trata de personas han sido rescatadas en Costa Rica. Sin embargo, es casi imposible saber cuántas víctimas de trata de personas hay en el país. Por cada persona rescatada de una operación de trata de seres humanos, hay al menos 20 casos que no se denuncian, según las autoridades de inmigración costarricenses. Esta estimación sitúa el número de víctimas de trata en Costa Rica en los últimos años en torno a 1 500.
A pesar de los intentos de las autoridades costarricenses por mejorar la situación en Costa Rica, sus esfuerzos han tenido poco o ningún efecto. Tales esfuerzos fueron la «Ley contra el Crimen Organizado» en 2009, y la «Ley de Protección a Víctimas y Testigos» en 2010. Inmigración y la fiscalía afirman que los esfuerzos realizados hasta la fecha han sido insuficientes, ya que desde la aprobación de estas leyes sólo se han producido dos casos de trata de seres humanos que han acabado con una condena estricta. Desde entonces, los legisladores han redoblado sus esfuerzos, aprobando por unanimidad la Ley contra la Trata de Seres Humanos, que elevaría a 16 años la pena máxima por este delito.
La Oficina de Vigilancia y Lucha contra la Trata de Personas del Departamento de Estado de los Estados Unidos mantenía clasificado en 2024 a Costa Rica como país de "nivel 2".

## Respuestas internacionales
Las Naciones Unidas han sido una fuerza extremadamente activa en los esfuerzos por prevenir la trata de seres humanos y el turismo sexual infantil en los países latinoamericanos. El artículo 34 de la Convención sobre los Derechos del Niño de la ONU aborda el derecho fundamental de los niños a ser protegidos de la explotación sexual. La CDN se introdujo en 1989 y actualmente ha sido ratificada por todas las naciones del mundo excepto dos. En 2000, se introdujo un Protocolo Facultativo de la CDN relativo a la venta de niños, la prostitución infantil y la utilización de niños en la pornografía. Muchos de los artículos de la CDN se refieren a la explotación sexual de los niños y a los derechos de los niños a ser protegidos de tales actividades.
En 1999, el Convenio de la Organización Internacional del Trabajo coordinó esfuerzos masivos para erradicar muchas formas de trabajo infantil, incluida la venta y el tráfico de niños, así como la explotación sexual de niños para la pornografía o la prostitución.
Muchos países trataron de reforzar las leyes existentes relativas a la explotación infantil. Ante la presión de varios grupos de protección de la infancia, Estados Unidos aprobó la Ley PROTECT en abril de 2003.La ley ilegalizaba que los ciudadanos estadounidenses viajaran a otro país para mantener relaciones sexuales, o conspirar para mantenerlas, con un menor. La ley también elevaba a 30 años la pena máxima para las personas que mantuvieran o intentaran mantener relaciones sexuales con un menor.
A pesar de los intentos de las autoridades costarricenses por mejorar la situación en Costa Rica, sus esfuerzos han tenido poco o ningún efecto. Tales esfuerzos fueron la «Ley contra el Crimen Organizado» en 2009, y la «Ley de Protección a Víctimas y Testigos» en 2010. Inmigración y la fiscalía afirman que los esfuerzos realizados hasta la fecha han sido insuficientes, ya que desde la aprobación de estas leyes sólo se han producido dos casos de trata de seres humanos que han acabado con una condena estricta.
También en 2004, la Organización Mundial del Turismo (OMT), junto con ECPAT y Unicef, encabezó un esfuerzo para animar a las agencias de viajes estadounidenses a cumplir un código de conducta. En virtud de este código, las empresas hoteleras y de viajes se comprometen a establecer una política contra la explotación sexual comercial de menores.